# Team B 5th Stage「劇場的女神」
Team B 5th Stage「劇場的女神」（日语：チームB 5th Stage「シアターの女神」）是AKB48 Team B的第5齣劇場公演。

## 概要
「劇場的女神」是AKB48 Team B的第5台專屬公演，2009年8月23日在武道館的演唱會《AKB104選拔成員組閣祭》發表，當時有四個研究生昇格。

## 公演内容

### 曲目
前座Girl 
1. 《爱情的捉迷藏》（ロマンスかくれんぼ）
（作詞：秋元康　作曲：佐藤準　編曲：野中MASA雄一（日语：野中"まさ"雄一））

本編 
1. 《overture》
（作曲、編曲：尾澤拓実　歌：TAZ）
2. 《勇氣的鐵鎚》（勇気のハンマー）
（作詞：秋元康　作曲：中村望　編曲：市川裕一）
3. 《隕石的機率》（隕石の確率）
（作詞：秋元康　作曲：上田晃司　編曲：原田ナオ）
4. 《爱的脱衣舞者》（愛のストリッパー）
（作詞：秋元康　作曲：櫻井真一　編曲：野中MASA雄一）
5. 《劇場的女神》（シアターの女神）
（作詞：秋元康　作曲：佐佐倉有吾（日语：佐々倉有吾）　編曲：市川裕一）
6. 《你好 我的初恋》（初恋よ こんにちは）
（作詞：秋元康　作曲：前山田健一　編曲：樫原伸彦）
7. 《暴風雨之夜》（嵐の夜には）
（作詞：秋元康　作曲、編曲：島崎貴光（日语：島崎貴光））
8. 《來一塊糖果》（キャンディー）
（作詞：秋元康　作曲：川崎里実　編曲：野中MASA雄一）
9. 《男更衣室》（ロッカールームボーイ）
（作詞：秋元康　作曲：小網準　編曲：生田真心）
10. 《夜風的惡作劇》（夜風の仕業）
（作詞：秋元康　作曲：島崎貴光　編曲：増田武史）
11. 《100公尺便利商店》（100メートルコンビニ）
（作詞：秋元康　作曲、編曲：重永亮介（日语：重永亮介））
12. 《喜歡 喜歡 喜歡》（好き 好き 好き）
（作詞：秋元康　作曲：菅原一夢　編曲：増田武史）
13. 《再見緊緊的捆綁》（サヨナラのカナシバリ）
（作詞：秋元康　作曲：岡田実音　編曲：釣俊輔）
14. 《海風的請帖》（潮風の招待状）
（作詞：秋元康　作曲：黒田賢一　編曲：木之下慶行）

安可曲
1. 《誠實的人》（オネストマン）
（作詞：秋元康　作曲：磯崎健史　編曲：木之下慶行）
2. 《推Team B》（チームB推し）
（作詞：秋元康　作曲：吉野貴雄　編曲：武藤星兒）
3. 《我們的紙飛機》（僕たちの紙飛行機）
（作詞：秋元康　作曲：小林真　編曲：野中MASA雄一）

## AKB48公演

### AKB48 Team B 5th Stage「劇場的女神」公演
- 公演期間：2010年5月21日－2012年10月22日[1]
- 演出成員
  - Team B：石田晴香、奥真奈美、河西智美、柏木由紀、北原里英、小林香菜、小森美果、佐藤亞美菜、佐藤堇（佐藤すみれ）、佐藤夏希、鈴木紫帆里、铃木玛莉亚（鈴木まりや）、近野莉菜、平嶋夏海、增田有華、宮崎美穗、渡邊麻友、渡邊美優紀
- 成員變動
  - 奥在2011年4月8日的公演畢業。鈴木紫在2011年5月21日昇格，6月2日的公演為奥的最後出演[2]。平嶋在2012年1月11日出席了她的最后一场公演，并于2月5日正式脱离组合。2012年3月24日宣佈兼任Team B的NMB48 Team N成員渡邊美優紀自同年6月29日开始出席这一公演[3]。

- 分組曲成員
  - 《你好 我的初恋》：佐藤堇、渡邊、奥→鈴木紫
  - 《暴風雨之夜》：鈴木玛、小森、宮崎、佐藤夏
  - 《來一塊糖果》：増田、河西、佐藤亞
  - 《男更衣室》：石田、北原、小林、近野、平嶋→渡邊美
  - 《夜風的惡作劇》：柏木

### AKB48 Team 研究生 Stage「劇場的女神」公演
- 公演期間：2010年6月20日－2011年4月3日[1]
- 演出成員（原則上其中16名成員）
  - 阿部玛利亚（阿部マリア）、伊豆田莉奈、市川美織、入山杏奈、岩崎仁美、岩田華怜、牛窪紗良、大場美奈、大森美優、加藤玲奈、金澤有希、川荣李奈、小嶋菜月、小林茉里奈、薩伊德橫田繪玲奈（サイード横田絵玲奈）、佐佐木優佳里、佐野友里子、島崎遥香、島田晴香、鈴木紫帆里、鈴木里香、竹内美宥、高橋朱里、田野優花、永尾玛利亚（永尾まりや）、仲俣汐里、中村麻里子、名取稚菜、平田梨奈、藤田奈那、武藤十夢、森杏奈、森川彩香、山内鈴蘭、山口菜有、横山由依
- 成員變動
  - 植木在2010年7月6日辞退，佐野、岩崎在2010年10月5日畢業
  - 横山在2010年10月10日昇格到Team K
  - 豊田在2010年10月23日被辞退，岡崎在2010年10月27日被辞退，川上在2010年12月3日被辞退，金澤在2011年2月20日被辞退
  - 鈴木紫在2011年5月21日昇格到Team B
  - 市川、大場、島崎、島田、永尾、仲俣、中村、森、山内在2011年6月6日昇格到Team 4
  - 牛窪、山口在2011年6月19日被辞退
  - 阿部、入山在2011年7月23日昇格到Team 4

- 分組曲成員
  - 《你好 我的初恋》
    - 竹内、伊豆田、川荣、田野
    - 永尾、中村、市川、入山、森川
    - 加藤、名取、山口

  - 《暴風雨之夜》
    - 島田、小林茉、鈴木里
    - 森、金沢、山口、薩伊德橫田
    - 阿部、鈴木紫、平田
    - 植木、金沢、川荣

  - 《來一塊糖果》
    - 横山、島田、岩崎、小嶋菜、鈴木紫
    - 島崎、藤田、森川
    - 市川、小林茉、牛窪

  - 《男更衣室》
    - 伊豆田、仲俣、名取、山口、武藤
    - 佐野、藤田、森川
    - 山内、伊豆田、大森
    - 中村、小嶋菜、佐佐木
    - 入山、加藤、高橋朱

  - 《夜風的惡作劇》
    - 大場、名取、岩田

## SKE48 Team KII 4th Stage「劇場的女神」公演
- 公演期間：2013年7月25日[4] - 2014年4月18日[5]
- 演出成員 
  - 內山命、大場美奈、加藤智子、加藤琉美（加藤るみ）、小林亞實、佐藤實繪子、柴田阿弥、須田亞香里、高木由麻奈、高柳明音、竹內舞、二村春香、古川愛李、松本梨奈、山下由佳里（山下ゆかり）、山田瑞穗（山田みずほ）、惣田紗莉渚、荒井優希
- 成员变动
  - 由于原本预定升格加入Team KII的藤本美月在正式升格之前辞退了组合活动，因此公演开始时只有十五名正式成员、每次公演都有一名支援成员[6]参加演出。山田瑞穗10月26日升格进入Team KII，自11月7日的公演开始作为正式成员出席公演[7]。选秀生惣田于2014年3月11日亮相，并出演了同月20日的公演。松本梨奈于4月10日举行最終公演，并于同月29日毕业。选秀生荒井于3月11日亮相，并自4月16日的公演开始参加。

- 分組曲成員
  - 《你好 我的初恋》
    - 柴田、二村、加藤琉

  - 《暴風雨之夜》
    - 古川、佐藤實、小林、内山

  - 《來一塊糖果》
    - 须田、山下、松本

  - 《男更衣室》
    - 大场、山田、高木、加藤智、竹內

  - 《夜風的惡作劇》
    - 高柳
- 《推Team B》改编为了《推Team KII》

## SNH48 Team NII 1st Stage「劇場女神」公演
- 公演期間：2013年11月2日[8] - 2014年4月19日
- 演出成員
  - 常规16人演出：陳佳瑩、馮薪朵、龔詩淇、胡思奕、黃婷婷、鞠婧禕、羅蘭、林思意、陸婷、孟玥、萬麗娜、王依君、徐言雨、易嘉愛、趙粵、曾艷芬
  - 初日演出：陈嘉瑶、陳佳瑩、董艳芸、馮薪朵、龔詩淇、胡思奕、黃婷婷、何晓玉、鞠婧禕、羅蘭、吕思琴、林思意、陸婷、李艺彤、孟玥、唐安琪、王佳路、萬麗娜、王依君、徐言雨、易嘉愛、杨雅如、趙粵、曾艷芬
- 分組曲擔當
  - 初恋，你好（龔詩淇、孟玥、萬麗娜）
  - 暴風雨之夜（陳佳瑩、馮薪朵、陸婷、趙粵）
  - 糖（胡思奕、林思意、易嘉愛）
  - 更衣室男孩（黃婷婷、羅蘭、王依君、徐言雨、曾艷芬）
  - 都是夜風惹的禍（鞠婧禕）

## HKT48 Team KIV 1st Stage「劇場的女神」公演
- 公演期間：2014年5月8日[9] - 2016年3月31日
- 演出成員
伊藤来笑、今田美奈、岩花詩乃、植木南央、多田愛佳、岡田栞奈、木本花音、草場愛、熊泽世莉奈、後藤泉、下野由貴、田中優香、冨吉明日香、朝長美桜、深川舞子、渕上舞、宮脇咲良、村重杏奈、本村碧唯、森保圆（森保まどか）
- 分組曲成員（◎代表center）
  - 《你好 我的初恋》
    - 植木、田中優、◎朝長

  - 《暴風雨之夜》
    - 今田、多田、岡田、村重

  - 《來一塊糖果》
    - 熊沢、◎宮脇、本村

  - 《男更衣室》
    - ◎木本、後藤泉、下野、冨吉、渕上

  - 《夜風的惡作劇》
    - 森保
- 《推Team B》改编为了《推Team KIV》

## SNH48 Team XII「劇場女神」公演
- 公演期間：2015年12月4日[10][11] - 2016年12月15日
- 出演成员
  - A組：陳音、陳韞凌、費沁源、高源婧、洪珮雲、姜杉、蔣舒婷、劉增艷、潘瑛琪、宋雨珊、嚴佼君、於佳怡、曾艾佳、鄒佳佳、張文靜、張怡
  - B組：陳珂、陳美君、陳雨琪、杜雨微、段藝璇、馮雪瑩、胡曉慧、林嘉佩、劉夢雅、李沁潔、劉筱筱、宋思嫻、時語婕、田姝麗、謝蕾蕾、熊素君、陽青穎、張菡筱、張凱祺、張聞則
  - 初日演出：陳珂、陳美君、陳音、陳韞凌、陳雨琪、杜雨微、段藝璇、費沁源、馮雪瑩、高源婧、洪珮雲、胡曉慧、姜杉、蔣舒婷、林嘉佩、劉夢雅、李沁潔、劉筱筱、劉增艷、潘瑛琪、宋思嫻、時語婕、宋雨珊、田姝麗、謝蕾蕾、熊素君、嚴佼君、於佳怡、陽青穎、曾艾佳、張菡筱、鄒佳佳、張凱祺、張文靜、張怡

A組
- 分組曲成員
  - 初恋，你好（曾艾佳、張文靜、張怡）
  - 暴風雨之夜（陳韞凌、高源婧、蔣舒婷、宋雨珊）
  - 糖（洪珮雲、於佳怡、嚴佼君）
  - 更衣室男孩（费沁源、姜杉、劉增艷、潘瑛琪、鄒佳佳）
  - 都是夜風惹的禍（陳音）

B組
- 分組曲成員
  - 初恋，你好（馮雪瑩、宋思嫻、熊素君）
  - 暴風雨之夜（陳珂、段藝璇、胡曉慧、時語婕）
  - 糖（陳雨琪、謝蕾蕾、張菡筱）
  - 更衣室男孩（李沁潔、田姝麗、陽青穎、張凱祺、張聞則（劉增艷））
  - 都是夜風惹的禍（陳美君）
- 其他：原本预定升格加入Team XII的張聞則在首演當天辞退，B組首演當天由A組成員劉增艷頂替位置。

## BEJ48 Team B 1st Stage「劇場女神」公演
- 公演期間：2016年4月29日 - 2016年9月30日
- 演出成員
  - 常规16人演出：陳美君、段藝璇、馮雪瑩、胡博文、胡曉慧、劉姝賢、牛聰聰、青鈺雯、孫珊、宋思嫻、田姝麗、文妍、徐佳麗、熊素君、夏越、張夢慧
  - 初日演出：陳美君、段藝璇、馮雪瑩、胡博文、胡曉慧、劉姝賢、牛聰聰、青鈺雯、孫珊、宋思嫻、田姝麗、文妍、徐佳麗、熊素君、夏越、張菡筱、張夢慧
- 分組曲成員
  - 初恋，你好（馮雪瑩、宋思嫻、熊素君）
  - 暴風雨之夜（段藝璇、牛聰聰、青鈺雯、孫珊）
  - 糖（陳美君、胡博文、文妍）
  - 更衣室男孩（劉姝賢、田姝麗、徐佳麗、夏越、張夢慧）
  - 都是夜風惹的禍（胡曉慧）

## GNZ48 Team G 1st Stage「劇場女神」公演
- 公演期間：2016年4月29日 - 2016年10月6日
- 演出成員
  - 常规16人演出：陳珂、陳雨琪、杜雨微、高源婧、胡怡瑩、林嘉佩、劉夢雅、李沁潔、劉筱筱、羅寒月、謝蕾蕾、陽青穎、曾艾佳、張凱祺、張瓊予、周倩玉
  - 初日演出：陳珂、陳雨琪、杜雨微、高源婧、胡怡瑩、林嘉佩、劉夢雅、李沁潔、劉筱筱、羅寒月、王馨悅、謝蕾蕾、陽青穎、曾艾佳、張凱祺、張瓊予、周倩玉
- 分組曲擔當
  - 初恋，你好（高源婧、李沁潔、周倩玉）
  - 暴風雨之夜（陳珂、羅寒月、張凱祺、張瓊予）
  - 糖（胡怡瑩、林嘉佩、謝蕾蕾）
  - 更衣室男孩（杜雨微、劉夢雅、劉筱筱、陽青穎、曾艾佳）
  - 都是夜風惹的禍（陳雨琪）

## HKT48 Team H 4th Stage「劇場的女神」公演
- 公演期間：2016年5月3日 -
- 演出成員
秋吉優花、穴井千尋、井上由莉耶、宇井真白、上野遥、岡本尚子、神志那結衣、兒玉遥、駒田京伽、坂口理子、田島芽瑠、田中菜津美、田中美久、松岡菜摘、矢吹奈子、山田麻莉奈、山本茉央、若田部遥
- 分组曲擔當

| 分組曲        | 公演初日演唱成員 | 代役之表演者 |
| ------------- | ---------------- | ------------ |
| 你好 我的初恋 | 駒田京伽         |              |
| 你好 我的初恋 | 田島芽瑠         | 山本茉央     |
| 你好 我的初恋 | 上野遥           |              |
| 暴風雨之夜    | 井上由莉耶       |              |
| 暴風雨之夜    | 神志那結衣       |              |
| 暴風雨之夜    | 田中美久         | 田島芽瑠     |
| 暴風雨之夜    | 穴井千尋         |              |
| 來一塊糖果    | 宇井真白         |              |
| 來一塊糖果    | 矢吹奈子         |              |
| 來一塊糖果    | 松岡菜摘         | 山田麻莉奈   |
| 男更衣室      | 田中菜津美       |              |
| 男更衣室      | 若田部遥         |              |
| 男更衣室      | 坂口理子         |              |
| 男更衣室      | 秋吉優花         |              |
| 男更衣室      | 岡本尚子         |              |
| 夜風的惡作劇  | 兒玉遥           |              |

- 《推Team B》改编为了《推Team H》

## CKG48 「劇場女神」公演
- 公演期間：2020年11月7日－2021年10月23日
- 演出成員
  - 常规16人演出：陈妮亚、刁滢、江鑫、李慧、赖俊亦、梁晶金、刘弋菡、雷宇霄、田倩兰、涂秀文、王嘉瑜、王梦竹、王偲越、杨允涵、余芸萱、张幼柠
  - 初日演出：陈妮亚、刁滢、江鑫、李慧、赖俊亦、梁晶金、刘弋菡、雷宇霄、潘颖、田倩兰、涂秀文、王嘉瑜、王梦竹、王偲越、吴学雨、杨允涵、余芸萱、张幼柠
  - 代役演出：謝蕾蕾（GNZ48）
- 分組曲成員
  - 初恋，你好（赖俊亦、王偲越、吴学雨）
  - 暴風雨之夜（梁晶金、雷宇霄、田倩兰、杨允涵）
  - 糖（刘弋菡、涂秀文、王梦竹）
  - 更衣室男孩（刁滢、江鑫、王嘉瑜、余芸萱、张幼柠）
  - 都是夜風惹的禍（李慧）

## GNZ48偶像研究計劃G組「劇場女神」公演
- 公演期间：2024年9月15日－
- 演出成員
  - 初日演出：王闕蝶舞、唐果、徐鄭子瀅、許涵婧、白佳媛、丁嘉欣、林儀、孔淵、雷瑞妍、許泳怡、鮑雨欣、趙文鳳、呂思琪、楊雅雯
- 分組曲成員
  - 糖（白佳媛、雷瑞妍、許涵婧）
  - 暴風雨之夜（王闕蝶舞、鮑雨欣、趙文鳳、呂思琪）
  - 初恋，你好（唐果、丁嘉欣、林儀）
  - 更衣室男孩（許涵婧、孔淵、雷瑞妍、許泳怡、楊雅雯）
  - 都是夜風惹的禍（徐鄭子瀅）

## 錄音室收錄CD

### Team B 5th Stage「劇場的女神」（CD）
- 收錄成員
  - 石田晴香、奥真奈美、河西智美、柏木由紀、北原里英、小林香菜、小森美果、佐藤亞美菜、佐藤堇、佐藤夏希、鈴木玛利亚、近野莉菜、平嶋夏海、増田有華、宮崎美穂、渡邊麻友

- 收錄曲目
  1. overture
  2. 勇气的铁锤
  3. 陨石的机率
  4. 爱的脱衣舞者
  5. 劇場的女神
  6. 你好 我的初恋（歌：奥、佐藤堇、渡邊）
  7. 暴风雨之夜（歌：小森、佐藤夏、鈴木、宮崎）
  8. 来一块糖果（歌：河西、佐藤亜、増田）
  9. 男更衣室（歌：石田、北原、小林、近野、平嶋）
  10. 夜风的恶作剧（歌：柏木）
  11. 100米便利商店
  12. 喜欢 喜欢 喜欢
  13. 再见紧紧的捆绑
  14. 海风的请帖
  15. 誠實的人
  16. 推Team B
  17. 我们的纸飞机

## 劇場公演DVD

### Team B 5th Stage「劇場的女神」（DVD）
- 收錄成員
石田晴香、河西智美、柏木由紀、北原里英、小林香菜、小森美果、佐藤亞美菜、佐藤堇、佐藤夏希、鈴木紫帆里、鈴木瑪利亞、近野莉菜、平嶋夏海、増田有華、宮崎美穂、渡邊麻友
- 收錄曲目
  1. overture
  2. 勇气的铁锤
  3. 陨石的机率
  4. 爱的脱衣舞者
  5. 劇場的女神
  6. 你好 我的初恋（歌：佐藤堇、渡辺麻、鈴木紫）
  7. 暴风雨之夜（歌：鈴木瑪、小森、宮崎、佐藤夏）
  8. 来一块糖果（歌：増田、河西、佐藤亜）
  9. 男更衣室（歌：小林、石田、北原、平嶋、近野）
  10. 夜风的恶作剧（歌：柏木）
  11. 100米便利商店
  12. 喜欢 喜欢 喜欢
  13. 再见紧紧的捆绑
  14. 海风的请帖
  15. 誠實的人
  16. 推Team B
  17. 我们的纸飞机

## 備註
1. 1 2 3   . 日刊体育新聞社. 2016-03-25: 230. ISBN 9784817255921 （日语）.
2. ↑  奥畢業後至鈴木紫昇格期間的公演是由研究生加藤玲奈和山口菜負責演出。
3. ↑  平嶋畢業後至渡邊美兼任期間的公演是由研究生伊豆田莉奈和大森美優負責演出。
4. ↑  . SKE48 OFFICIAL WEB SITE. 2013-07-25  [2013-07-25]. （原始内容存档于2013-09-24） （日语）.
5. ↑  柴田阿弥. . SKE48官方博客. 2014-04-18  [2016-05-30]. （原始内容存档于2016-08-08）.
6. ↑  演出首日是松村香织
7. ↑  . SKE48 OFFICIAL BLOG by Ameba. 2013-11-07  [2017-04-28]. （原始内容存档于2019-02-18） （日语）.
8. ↑  . SNH48. 2013-10-15  [2013-10-15]. （原始内容存档于2013-10-28）.
9. ↑  . HKT48官方网站. 2014-04-05  [2014-04-08]. （原始内容存档于2014-04-07）.
10. ↑  . SNH48. 2015-11-18  [2015-11-18]. （原始内容存档于2015-11-19）.
11. ↑  五期生全員演出首日公演。

## 外部連結
- 官方網站（页面存档备份，存于）（日語）
- 專輯頁面（日語）